# Montañas Rocosas de Alberta
Las Rocosas de Alberta comprenden las Montañas Rocosas canadienses en Alberta, Canadá. Es una región en la parte suroeste de la provincia, a lo largo de la frontera con la Columbia Británica. Cubre todo excepto el sur de la División 15 del Censo. La principal industria en esta región es el turismo.

## Geografía
Esta región humana es casi idéntica a la ecozona de los bosques de las Montañas de Alberta . La región contiene las cordilleras del frente Central y las cordilleras Continentales de las Montañas Rocosas canadienses, e incluye el Parque Nacional Banff y el Parque Nacional Jasper, así como el sistema de parques Kananaskis Country y Willmore Wilderness .  
Los principales corredores de transporte atraviesan el puerto de Kicking Horse y el puerto de Yellowhead de este a oeste, mientras que el Valle del Arco y el Valle del Río Athabasca son seguidos por la Carretera Longitudinal de los Campos de Hielo. Otra importante vía fluvial que cruza esta región es el río Saskatchewan Norte. 

### Turismo
Algunas de las mejores estaciones de esquí de las Montañas Rocosas se encuentran en esta región y son importantes destinos turísticos. Incluyen Fortress Mountain Resort, Lake Louise, Marmot Basin, Mount Norquay, Nakiska y Sunshine Village . Otras atracciones turísticas incluyen los glaciares de los campos de hielo Columbia, Wapta y Waputik, como los glaciares Athabasca, Bow, Crowfoot, Hector, Peyto, Saskatchewan y Vulture . 
Los lagos glaciares se alinean en Icefields Parkway y salpican los valles circundantes. Algunos de los más espectaculares son los lagos Bow, Hector, Louise, Maligne, Moraine, Peyto, Pyramid y Vermilion . 

## Infraestructura
Banff y Jasper son las principales comunidades de la región y es atravesada por la Carretera Transcanadiense y la Carretera Yellowhead hacia la Columbia Británica. La autopista David Thompson conduce desde las Rocosas a la Alberta central desde el cruce del río Saskatchewan, y la Carretera de Banff Windermere conduce desde Castle Junction (al sur de Lake Louise) a través del Parque Nacional Kootenay hasta el valle del río Columbia. La Bighorn Highway define la mayor parte del límite oriental de la región.    
La atención médica ha sido responsabilidad de los Servicios de Salud de Alberta, ya que las regiones de salud de la provincia se fusionaron en 2008. Antes de eso, la Región de Salud de Calgary era la región de salud que garantizaba el bienestar en el sur de esta región, mientras que el norte estaba supervisado por la Autoridad de Salud Regional de Aspen .
Los centros de salud establecidos en el área son: 
- Seton Jasper Healthcare Center - Jasper
- Centro de salud de Hinton - Hinton
- Hospital General de Canmore - Canmore
- Hospital de Banff Mineral Springs - Banff

## Política
A nivel provincial, el sur de Alberta está representado en la Asamblea Legislativa de Alberta por los miembros del MLA elegidos en las circunscripciones de Banff-Cochrane y parte de Rocky Mountain House y West Yellowhead . 

## Comunidades
Las siguientes comunidades están ubicadas en las Montañas Rocosas de Alberta. 
- Pueblos de Banff y Canmore
- Municipio de Jasper ( municipio especializado )
- Pueblos de verano de Ghost Lake y Waiparous
- Aldeas de Lake Louise, Harvie Heights, Exshaw, Dead Man's Flats y Lac des Arcs
- Saskatchewan River Crossing (comunidad no incorporada)
- Kananaskis Village (complejo turístico)

Las ciudades de Grande Cache y Hinton, ubicadas en el extremo oriental de las Montañas Rocosas, a veces se consideran parte de esta región.
Los siguientes municipios rurales se encuentran en las Montañas Rocosas de Alberta. 
- Distrito municipal de Bighorn No. 8
- Distrito de Mejoras No. 9 ( Parque Nacional Banff )
- Distrito de Mejoras No. 12 ( Parque Nacional Jasper )
- Distrito de Mejoras No. 25 ( Willmore Wilderness Park )
- Distrito de mejora de Kananaskis